# 東館山
東館山（ひがしたてやま）は、長野県下高井郡山ノ内町にある標高1,994mの山である。志賀高原を構成する山の一つである。
この山には数多くのスキー場のゲレンデ・リフトが造られており、志賀高原におけるスキーエリアの中央部をなす。また、
山頂付近には東館山高山植物園があり、グリーンシーズンにはさまざまな高山植物を観察することができる。山頂付近まで
スキー場のリフトを利用して登頂することができる。

## 交通
- 東館山ゴンドラリフト（発哺温泉 - 東館山頂）
- 高天ヶ原線リフト（高天ヶ原 - 東館山頂）

発哺温泉・高天ヶ原へは、湯田中駅からバス（長電バス）が運行されている。

## 近隣の山
- 寺子屋山
- 西館山
- 志賀山